# Hémianopsie bitemporale
L'hémianopsie bitemporale est une hémianopsie dans laquelle la perte du champ visuel latéral des deux yeux se fait des côtés opposés du champ visuel.
Elle est la présentation caractéristique d'une lésion du chiasma optique, lésant par là la décussation des faisceaux provenant des nerfs crâniens II (seuls les axones provenant de la rétine médiale décussent).
En effet, puisque le cortex gauche s'occupe des informations optiques envoyées par l’œil droit, seuls les faisceaux de l'œil droit innervant la rétine médiale décussent, et vice-versa pour le cortex droit.

## Iconographie

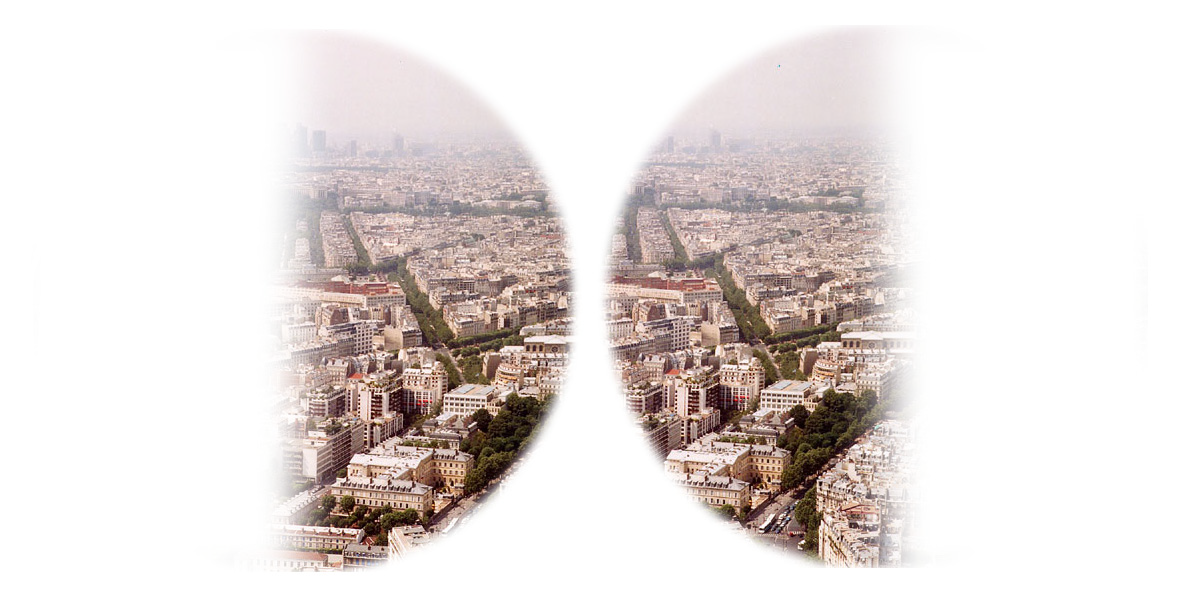
Vision d'un patient atteint d'une hémianopsie bitemporale.
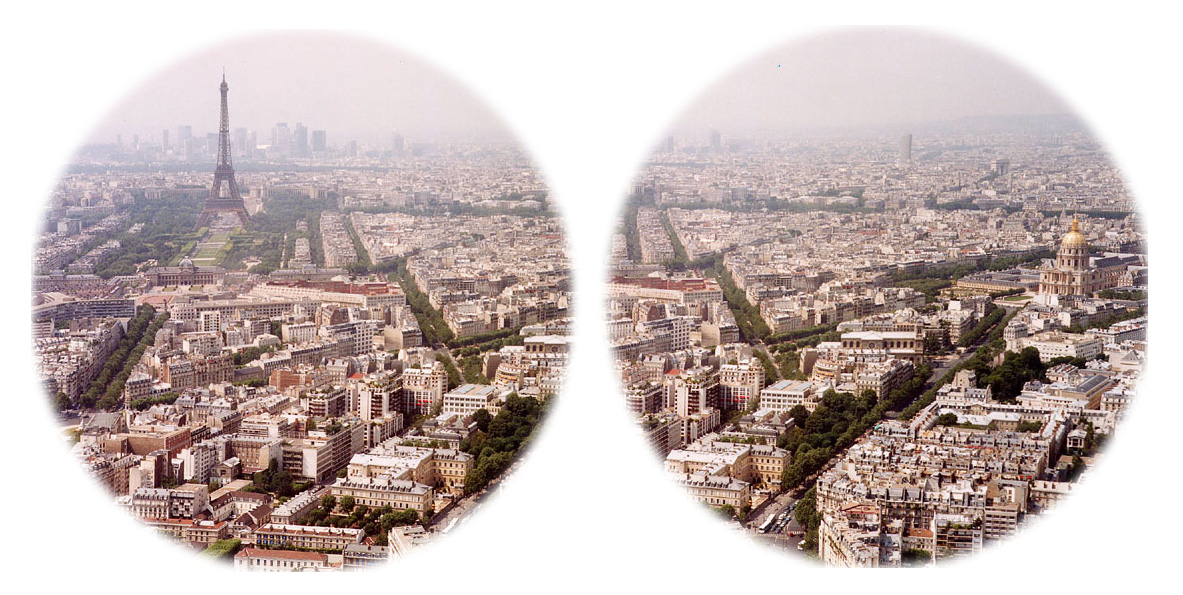
Vision normale.